# 布里斯托灣自治市鎮

布里斯托灣自治市鎮在阿拉斯加州的位置

布里斯托灣自治市鎮（英語：Bristol Bay Borough）是美國阿拉斯加州一個自治市鎮，位於布里斯托尔湾東北岸 (鎮名的由來)。面積2,299平方公里。根據美國2000年人口普查，共有人口1,258人。鎮治納克內克（Naknek）。另外鎮內的薩蒙王（King Salmon）是湖泊-半島自治市鎮鎮治所在。
成立於1962年，是阿拉斯加州最早成立的自治市鎮。